# Bốn cái ngu
Bốn cái ngu (hay tứ ngu) là một quan niệm dân gian Việt Nam về những nghề nghiệp hay việc không nên làm.